# Association Sportive La Jeunesse d'Esch
L'Association Sportive La Jeunesse d'Esch és un club de futbol luxemburguès de la ciutat d'Esch-sur-Alzette.

## Història
El club va ser fundat el 1907 com a Jeunesse la Frontière d'Esch nom que feia referència a la proximitat de l'estadi amb la frontera amb França. El mot La frontière fou eliminat el 1918, adoptant l'actual nom. Durant l'ocupació alemanya a la Segona Guerra Mundial fou imposat el nom en alemany SV Schwarz-Weiß 07 Esch. Després de l'alliberament de Luxemburg es retornà al seu nom original.

## Palmarès
- Lliga luxemburguesa de futbol:[2]
  - Campió: 1920-21, 1936-37, 1950-51, 1953-54, 1957-58, 1958-59, 1959-60, 1962-63, 1966-67, 1967-68, 1969-70, 1972-73, 1973-74, 1974-75, 1975-76, 1976-77, 1979-80, 1982-83, 1984-85, 1986-87, 1987-88, 1994-95, 1995-96, 1996-97, 1997-98, 1998-99, 2003-04, 2009-10
  - Finalista: 1914-15, 1935-36, 1937-38, 1952-53, 1956-57, 1960-61, 1968-69, 1977-78, 1985-86, 1988-89, 1990-91, 2005-06, 2011-12

- Copa luxemburguesa de futbol:[3]
  - Campió: 1934-35, 1936-37, 1945-46, 1953-54, 1972-73, 1973-74, 1975-76, 1980-81, 1987-88, 1996-97, 1998-99, 1999-00, 2012-13
  - Finalista: 1921-22, 1926-27, 1964-65, 1965-66, 1970-71, 1974-75, 1984-85, 1990-91, 1994-95, 1995-96, 2005-06, 2011-12